# 成身院光宣
成身院 光宣（じょうしんいん こうせん）は、室町時代中期から後期にかけての僧・武将。大和国国人・興福寺衆徒筒井順覚の次男。興福寺末寺の衆徒・六方衆の棟梁。僧官としては律師、僧位は法印。

## 生涯

### 大和永享の乱
応永12年（1405年）に出家、興福寺子院成身院の僧侶となった。
永享元年（1429年）、大乗院衆徒豊田中坊と一乗院衆徒井戸氏との間での争いが勃発。筒井氏は井戸氏を支援したのに対し越智氏と箸尾氏は豊田中坊を支援し、大和国人は各々両派に続々と参戦、戦火は大和全土に広がった（大和永享の乱）。 
永享4年（1432年）、光宣は6代将軍・足利義教に援軍を要請、幕府は光宣の申し入れを受けて、義教が周囲の反対を押し切って筒井氏支援を決定。幕府軍の発向を知って越智方は大和南部に撤退した。 永享6年（1434年）になると越智方と筒井方の対立が再燃し、8月には光宣の父・順覚が越智氏に敗れて戦死した。翌年、兄・筒井順弘が還俗、再び光宣の懇請を受けた義教は大軍を派遣し、越智氏は敗れたもののゲリラ戦術により合戦は泥沼化の様相を呈した。同11年に幕府はようやく越智氏・箸尾氏を鎮定した。

### 河上五ヶ関を巡る抗争
ところが乱後、筒井氏内部では順覚が義教から与えられた摂津国淀川河上五ヶ関代官職を巡って順弘と光宣との間に対立が起き、嘉吉元年（1441年）、光宣は順弘を追放した。代わりに弟で相国寺の僧だった順永が還俗し、惣領になった。初め光宣は反対していたが、和睦して代官職を獲得した（順永は官符衆徒になった）。その後順弘は越智家栄の支援で嘉吉3年（1443年）に筒井城に復帰するも家臣に背かれ殺害された。
しかし、大和への勢力拡大を図る管領畠山持国、河上五ヶ関の直接支配を狙う大乗院門跡経覚は光宣と対立し、9月には経覚側の豊田頼英・古市胤仙・小泉重弘らの攻撃を受けて光宣は没落、筒井城に逃れ、11月には光宣治罰の綸旨が発給された。しかし、翌文安元年（1444年）初頭に経覚・畠山方は筒井城を攻めるが光宣は守り抜き、更に文安2年（1445年）に経覚派の鬼薗山城を落とし、順永は官符衆徒に返り咲き、光宣は河上五ヶ関の代官職を回復し、幕府の赦免まで得た。その後は弟の実憲、尊覚を失う等痛手を被るが享徳2年（1453年）に経覚方の有力武将・古市胤仙が死去すると、経覚方と筒井方の和解の動きが進み、翌年に経覚派と筒井氏は和睦した。

### 畠山義就との対決
享徳3年（1454年）、畠山氏でお家騒動が発生、光宣は畠山持国の甥弥三郎を支援した。しかし康正元年（1455年）3月26日に持国が死去すると、7月には弥三郎が敗北、持国の子義就に付いた越智家栄らに敗れ、光宣らは逐電した。長禄元年（1457年）10月には筒井氏・箸尾氏らの所領は幕府により没収されたが管領細川勝元の執成しで長禄3年（1459年）6月、光宣・順永・箸尾宗信らは赦免されて大和に復帰した。一方、弥三郎が急死すると、光宣は弥三郎の弟政長を擁立、翌年に政長方として上洛、8代将軍・足利義政によって家督を取り上げられた義就追討を幕府に命じられ、10月に大和で義就方を撃破、河内嶽山城に逃げ込んだ義就と戦っている（嶽山城の戦い）。
2年半後の寛正4年（1463年）4月15日、光宣の計略によってようやく嶽山城は落城し、義就は高野山ついで吉野に逃れた。翌年の11月13日には政長が勝元に代わって管領に就任した。 
ところが、文正元年（1466年）9月に義就上洛の動きが見られ、政長派の大和国人が迎撃するも敗れ、義就は山名宗全・斯波義廉の支援を背景に兵を率いて上洛した。光宣は9月27日に上洛、勝元・政長と大和について相談したが、11月28日に十市遠清の仲介で越智家栄と和睦、12月6日に大和に戻った。しかし翌応仁元年（1467年）正月には義就は義政から赦免され、政長を追って畠山氏の家督に復帰した。光宣は5日に勝元との談合の為に急遽上洛するも、政長は管領を罷免され、代わって斯波義廉が任命された。

### 晩年
1月18日に政長は御霊合戦に敗れ、光宣の計らいで勝元に匿われた。応仁の乱で光宣は東軍に加わり5月26日夜明け前に正実坊を占拠した後に、武田信賢と共に一色義直の屋敷を急襲、花の御所を押さえた（上京の戦い）。以後も光宣は東軍の中心として活動したが、文明元年（1469年）に大和に下向、11月20日に死去。享年80。
大乗院門跡尋尊からは応仁の乱の東の大将として武田信賢と共に名を挙げられ、政長擁立も含めて応仁の乱の元凶として非難されているが、一方では寺内有力者として神事・法会や寺領訴訟に力を発揮、信頼されていた。後に甥（順永の次男）の順盛も成身院に入り、後見人として筒井氏を支えていく事になる。